# Kalokvět
Kalokvět (Agapanthus) je rod jednoděložných rostlin z čeledi amarylkovité (Amaryllidaceae). Ve starších taxonomických systémech byl řazen do samostatné čeledi kalokvětovité (Agapanthaceae), do čeledi česnekovité (Alliaceae), popř. liliovité v širším pojetí (Liliaceae s.l.). Podle nejmodernějšího systému APG III byl rod včleněn do čeledi amarylkovité (Amaryllidaceae).

## Popis
Jedná se zpravidla o vytrvalé pozemní byliny, s oddenkem připomínajcím cibuli. Jsou to rostliny často celkem mohutné (někdy až 2 m) jednodomé s oboupohlavními květy. Listy jsou jen přízemní, někdy pochvy zahalují dolní část lodyhy, jsou jednoduché a přisedlé, s listovými pochvami. Čepele jsou čárkovité, celokrajné, se souběžnou žilnatinou, zelené až nasivělé, často dost dužnaté. Květy jsou ve vrcholových květenstvích, zdánlivých okolících, jedná se o stažený svazek šroubelů. Květenství je podepřeno toulcem. Květ se skládá z 6 okvětních lístků, které jsou dole srostlé a jsou většinou modré až modrofialové barvy. Tyčinek je 6. Semeník je svrchní, plodem je trojhranná tobolka, .

## Rozšíření ve světě
Je známo asi 6-9 druhů, které se přirozeně vyskytují pouze v jižní Africe, od Kapska na sever po řeku Limpopo. Jako okrasná rostlina je pěstovaná a zdomácnělá i jinde ve světě, hlavně v oblastech se subtropickým klimatem. Severněji se pěstuje jako okrasná rostlina v přenosných květináčích. Je pěstováno množství kultivarů.

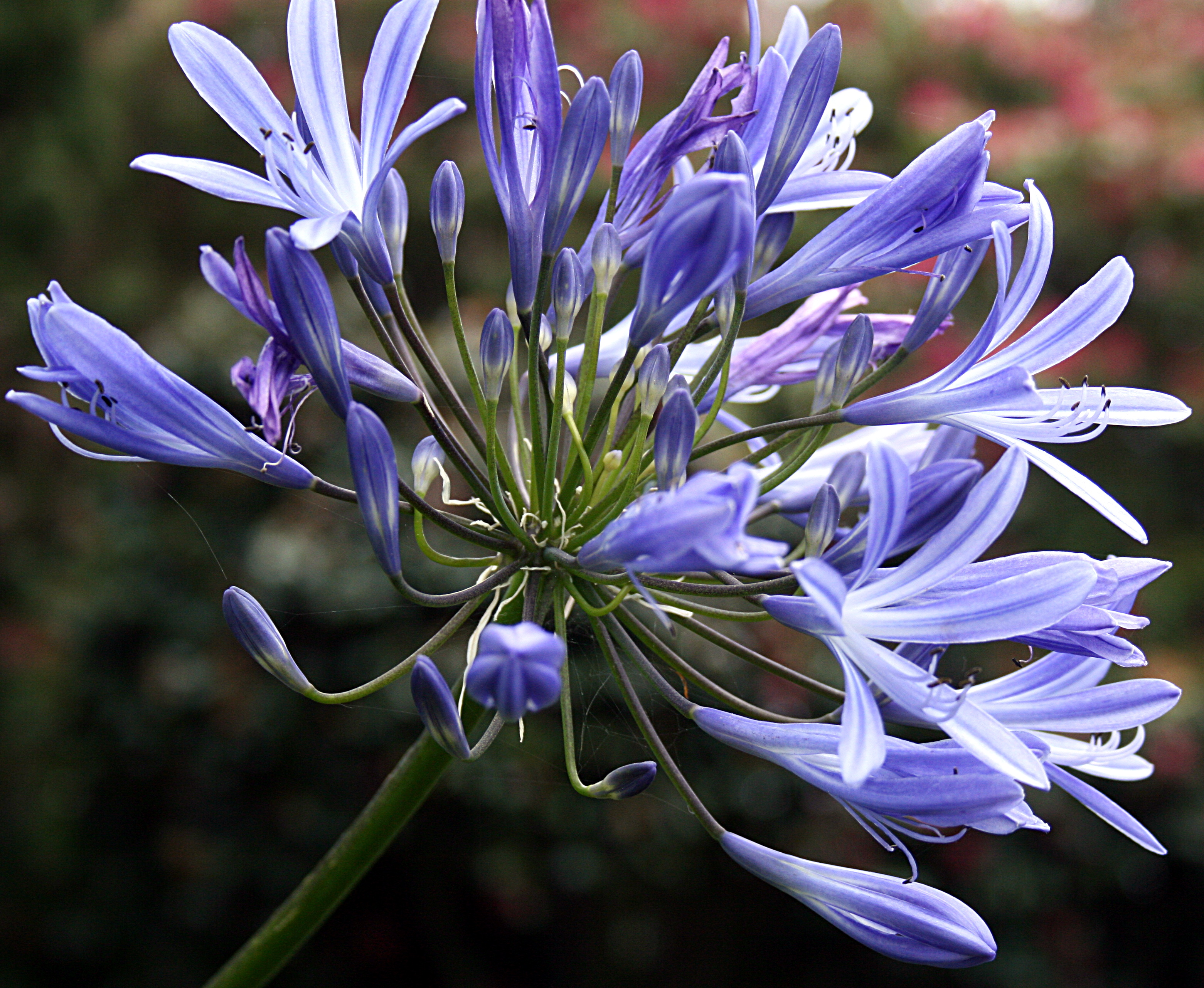
Agapanthus africanus
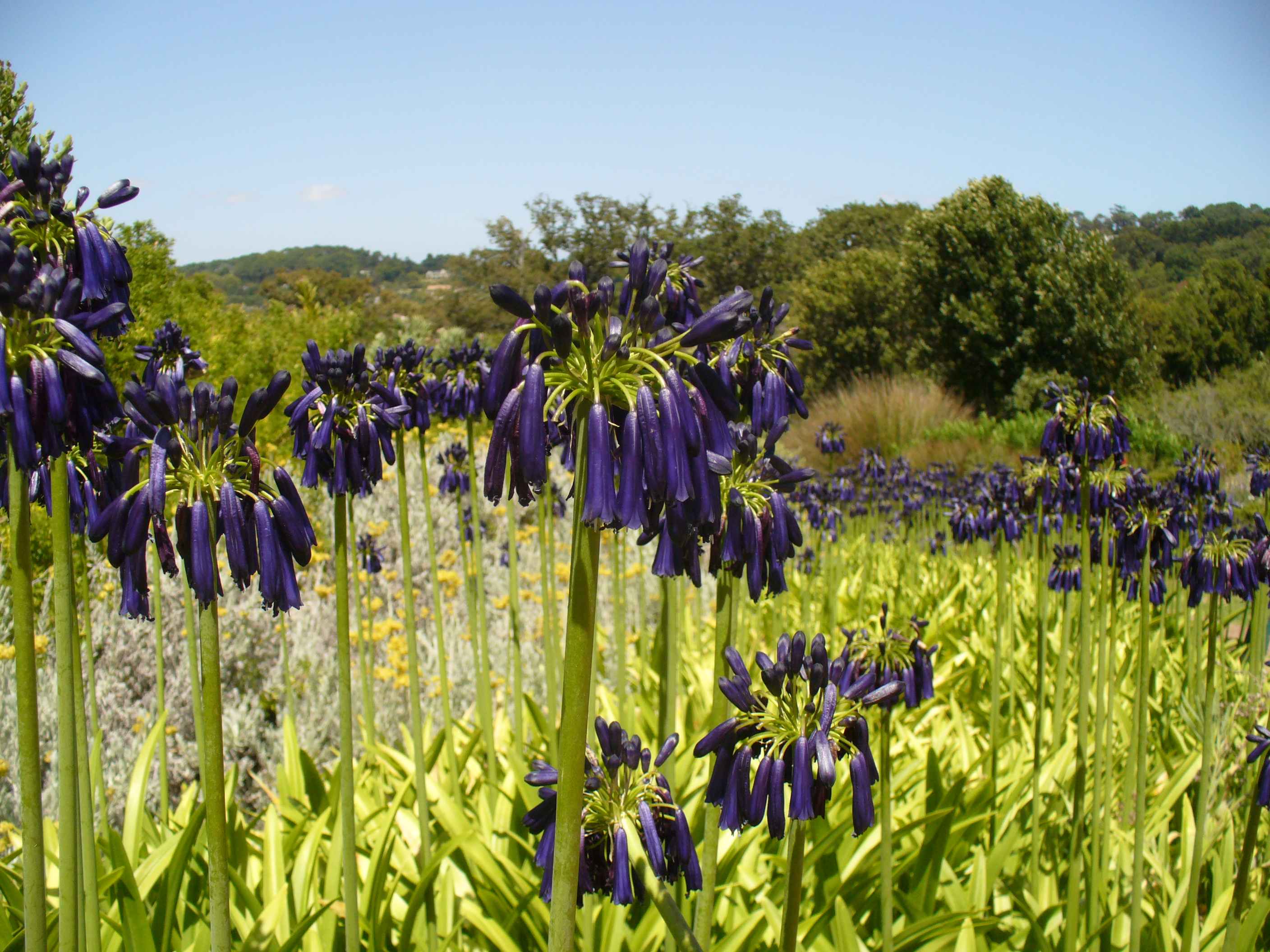
Agapanthus inapertus
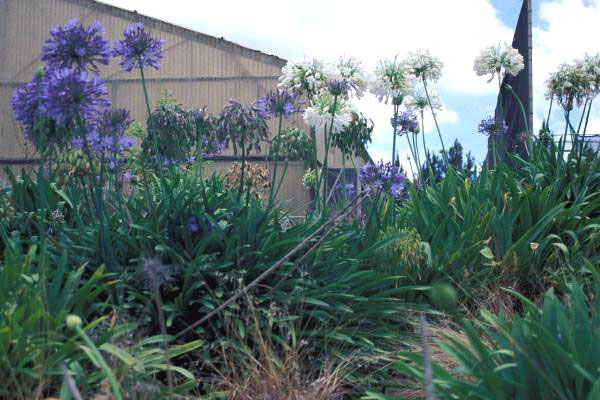
Agapanthus praecox